# 一座营镇
一座营镇，是中华人民共和国吉林省通化市梅河口市下辖的一个乡镇级行政单位。

## 行政区划
一座营镇下辖以下地区：
纸坊村、太平河村、明新村、新盛村、中心村、穆家店村、泉眼村、一座营村、永新村、靖安村、韩家店村、高杨树村和南大桥村。